# Liparit I de Mingrelia
Liparit I de Mingrelia o Liparit I Dadiani (en georgiano: ლიპარიტ I დადიანი; fallecido en 1470) fue miembro de la Casa de Dadiani y eristavi (duque) de Odishi, futuro Principado de Mingrelia en Georgia Occidental desde 1414 hasta su muerte. Bajo su gobierno, Mingrelia se independizó cada vez más del Reino de Georgia, que estaba en proceso de desintegración durante la década de 1460.
Liparit I Dadiani sucedió a la muerte de su padre, Mamia II Dadiani, en una guerra con los abjasios en 1414. Su ascenso al trono fue confirmado por Alejandro I de Georgia, quien luego pasó a pacificar el conflicto entre los príncipes mingrelianos y abjasios. En el curso del largo gobierno de Liparit, Mingrelia se vio envuelta en una serie de conflictos intestinos que asestaron los golpes finales a la unidad de Georgia. La guerra civil disminuyó, pero solo brevemente, en 1460, cuando el enviado italiano Ludovico da Bologna actuó como intercesor entre las dinastas georgianas para permitir su participación en la cruzada propuesta por el papa Pío II contra la amenaza de los otomanos. Entre los príncipes cristianos orientales dispuestos a tomar las armas, los documentos contemporáneos de Europa occidental mencionan a Bendia rex Mingreliae, que es el Liparit I de las fuentes georgianas; Bendia es una versión de Bediani, un epíteto territorial de Dadiani, derivado del cantón de Bedia.
En 1463, Liparit y otros duques georgianos occidentales unieron fuerzas con el príncipe georgiano Bagrat contra Jorge VIII de Georgia, ganando una batalla decisiva en Chikhori. Victorioso, Bagrat fue coronado rey de Imericia, pero tuvo que conceder una autonomía significativa a sus aliados para que los únicos deberes que le quedaban por realizar a Dadiani fueran acompañar al rey con su ejército en la batalla y la caza.
Liparit murió en 1470. Le sobrevivieron dos hijos:
- Shamadavle Dadiani (fallecido en 1474), que sucedió a Liparit en Mingrelia;
- Mamia Gurieli (fl. 1463), duque de Guria y fundador de la línea continua de la Casa de Gurieli.